# David Clyde
Pour les articles homonymes, voir Clyde.
David Eugene Clyde (né le 22 avril 1955 à Kansas City, Kansas, États-Unis) est un ancien lanceur gaucher et ancien entraîneur de baseball.
Joueur très prometteur, il fait des débuts hautement anticipés dans la Ligue majeure de baseball avec les Rangers du Texas en 1973 alors qu'il n'est âgé que de 18 ans. Il évolue pour les Rangers jusqu'en 1975, puis joue pour les Indians de Cleveland en 1978 et 1979 avant que des blessures au bras et à l'épaule ne le forcent à la retraite à l'âge de 26 ans, sans qu'il n'ait réalisé son plein potentiel.
Pratiquement considéré comme un « sauveur » par les Rangers du Texas, une franchise à l'époque en difficulté, David Clyde est souvent cité comme parfait exemple  du péril de précipiter aux plus hauts rangs professionnels un trop jeune joueur, en particulier un lanceur. La décision de forcer son entrée est largement considérée à l'époque comme une manière bassement mercantile de générer de l'enthousiasme pour les Rangers et de remplir des tribunes dégarnies. L'intérêt autour de Clyde génère en effet d'importants revenus pour les Rangers et leur permet de réaliser la vente qui assure leur avenir à long terme dans la Ligue américaine, le tout au détriment de la santé et de la carrière du jeune homme, ainsi que des performances futures d'un club ainsi privé d'un rare talent.

## Carrière

### Débuts
Né au Kansas en 1955, David Clyde grandit d'abord au New Jersey avant que sa famille ne l'entraîne au Texas en 1969. À l'école secondaire Westchester High School de Houston, l'adolescent est remarqué tant pour ses succès académiques que pour ses talents au baseball. À son année senior (dernière année), le lanceur gaucher remporte 18 victoires contre aucune défaite, lance 5 matchs sans coup sûr, n'accorde à l'adversaire que 3 points mérités en 148 manches lancées et abat 14 records nationaux.
L'attention générée par ses performances en font un des meilleurs lanceurs d'avenir jamais observés et il s'attire des comparaisons avec le légendaire gaucher Sandy Koufax. Il reçoit des commentaires élogieux de Newsweek (qui titre un article à son sujet The Phenom, ou Le Phénomène) et Sports Illustrated et l'on s'attend à ce qu'il soit le premier athlète choisi au repêchage amateur de juin 1973. En effet, l'équipe des Rangers du Texas, qui détient l'honneur de choisir en premier après une saison de 54 victoires et 100 défaites - la pire du baseball majeur en 1972 -, jette son dévolu sur Clyde. L'adolescent est choisi avant deux futurs joueurs élus au Temple de la renommée du baseball : Robin Yount, choisi 3e au total par les Milwaukee, et Dave Winfield, la 4e sélection allant à San Diego. Comme prime à la signature d'un premier contrat professionnel, Clyde reçoit des Rangers la somme, record à l'époque, de 65 000 dollars (certaines sources à l'époque parlaient de 100 000, voire 150 000 dollars), ainsi que l'engagement que tous ses frais universitaires seront payés. En retour, une clause de ce contrat stipule que Clyde doit effectuer deux départs pour les Rangers, au Texas, avant de prendre le chemin des ligues mineures pour poursuivre son apprentissage du baseball.

### Rangers du Texas
Le contexte dans lequel David Clyde signe son premier contrat avec les Rangers du Texas et la clause inhabituelle qu'il contient conspirent à en faire le « messie » attendu par une franchise qui périclite. Arrivée dans la région de Dallas-Fort Worth à la suite du transfert au Texas des Senators de Washington orchestré par le propriétaire Robert « Bob » Short au terme de la saison 1971, les Rangers sont loin d'effectuer une entrée réussie dans la Ligue américaine de baseball. Pire équipe des majeures à leur première année, ils peinent à attirer une moyenne de 8 000 spectateurs par match dans un stade, l'Arlington Stadium, pouvant assoir quelque 35 000 personnes.

#### Saison 1973
Tel que prévu, David Clyde fait ses débuts dans le baseball majeur peu après avoir apposé sa griffe au bas du contrat. Le 27 juin 1973, il monte sur la butte de l'Arlington Stadium dans l'uniforme des Rangers pour être le lanceur partant de l'équipe face aux Twins du Minnesota. Malgré 7 buts-sur-balles distribués aux frappeurs des Twins, il n'alloue que deux points sur un seul coup sûr (un circuit à Mike Adams) en 5 manches de travail, réussit 8 retraits sur des prises et quitte avec la victoire. Le match est joué devant 35 698 personnes, une foule record dans ce stade et la première salle comble des Rangers. Le lendemain, jour de congé pour Clyde, 3 992 personnes se pointent au match... Les Rangers perdent 105 matchs contre seulement 57 victoires en 1973 et David Clyde est la seule personne capable de générer des recettes : ses 12 départs attirent en moyenne 18 188 spectateurs, ce qui est 11 359 de plus par match lorsque comparés avec les parties locales où il n'est pas le lanceur prévu. Son deuxième match à Arlington, le 2 juillet contre les White Sox de Chicago, attire 33 010 personnes et les Rangers abandonnent illico leur plan initial d'assigner leur jeune lanceur de 18 ans aux ligues mineures. Mais les bonnes performances initiales font place aux premières embûches et Clyde, gagnant de 4 parties contre 8 défaites en 1973, voit sa moyenne de points mérités gonfler et atteindre 5,01 en 93 manches et un tiers lancées au terme de ses 18 départs.

#### Saison 1974
Clyde amorce la saison 1974 par 3 victoires pour Texas, mais il existe des dissensions au sein du club quant à la meilleure manière d'assurer des succès futurs pour le lanceur. Billy Martin, le gérant qui dirige les Rangers à partir de 1974, est d'avis qu'il faut l'assigner aux ligues mineures, tout comme le directeur-gérant Bobby Brown. Incapable de le rétrograder lui-même aux mineures, Martin, célèbre pour ne s'en laisser imposer par personne, décide tout bonnement de ne pas faire jouer Clyde pendant un mois complet, sans même lui en expliquer les raisons. L'ancien gérant Whitey Herzog, qui dirigeait le club en 1973, affirme plus tard dans son autobiographie White Rat avoir subi d'intenses pressions de la direction du club pour garder Clyde au monticule le plus longtemps possible, afin de contenter la foule réclamant de voir le « phénomène » à l'œuvre.
Clyde reste néanmoins chez les Rangers, où il connaît une autre campagne sans éclat : moyenne de points mérités de 4,38 en 28 matchs, dont 21 départs, et 9 défaites d'affilée qui lui valent un dossier de 3-9 pour la saison. À un plus haut niveau, « l'effet Clyde » a eu l'effet escompté pour le propriétaire Bob Short, qui en juin 1974 vend la franchise à Brad Corbett.

#### 1975 à 1978
Il ne joue qu'un match pour les Rangers en 1975, se blesse à l'épaule, est envoyé dans les mineures et doit en 1976 subir une intervention chirurgicale. Il joue 3 années en ligues mineures. La franchise texane a perdu espoir de le revoir en santé au point de le laisser sans protection lors du repêchage d'expansion de novembre 1976, qui vise à former les effectifs des deux nouveaux clubs qui joignent en 1977 la Ligue américaine. À cette occasion, tant les Mariners de Seattle que les Blue Jays de Toronto refusent le risque de réclamer Clyde.

### Indians de Cleveland
Le 25 février 1978, les Rangers abandonnent et échangent Clyde et le voltigeur Willie Horton aux Indians de Cleveland, en retour du lanceur droitier Tom Buskey et de John Lowenstein, un joueur d'utilité. Pour Clyde, il est déjà trop tard pour relancer une carrière gâchée : lançant 37 matchs, dont 33 départs, pour Cleveland en 1978 et 1979, il présente une moyenne de points mérités de 4,66 avec 11 victoires et 15 défaites. Il se blesse à nouveau à l'épaule en 1979.

### Fin de carrière
Retourné aux Rangers dans un nouvel échange avec les Indians en janvier 1980, il est libéré durant l'entraînement de printemps. Il fait une dernière tentative en 1981 avec les Astros de Houston mais passe l'année dans les mineures avant de définitivement accrocher ses crampons à l'âge de 26 ans.

## Vie personnelle
Après avoir connu des problèmes d'abus d'alcool dans les années 1970 et deux unions conclues par un divorce, Clyde, désargenté, s'établit dans les années 1980 à Tomball, une ville de moins de 3 000 âmes au Texas, et devient vendeur et acheteur de produits de quincaillerie pour la compagnie de son beau-père où, dit-il en 1986, il trouve enfin la « tranquillité d'esprit ». En 2003, une semaine avant le 30e anniversaire de ses débuts dans les majeures, il est invité à effectuer le lanceur protocolaire à son ancien receveur, Ken Suarez, avant un match des Rangers au Ballpark in Arlington contre les Astros. Dans les années 2000, il est entraîneur de lanceurs de baseball, principalement des étudiants à l'école secondaire, à Houston.